# Michael Shellenberger

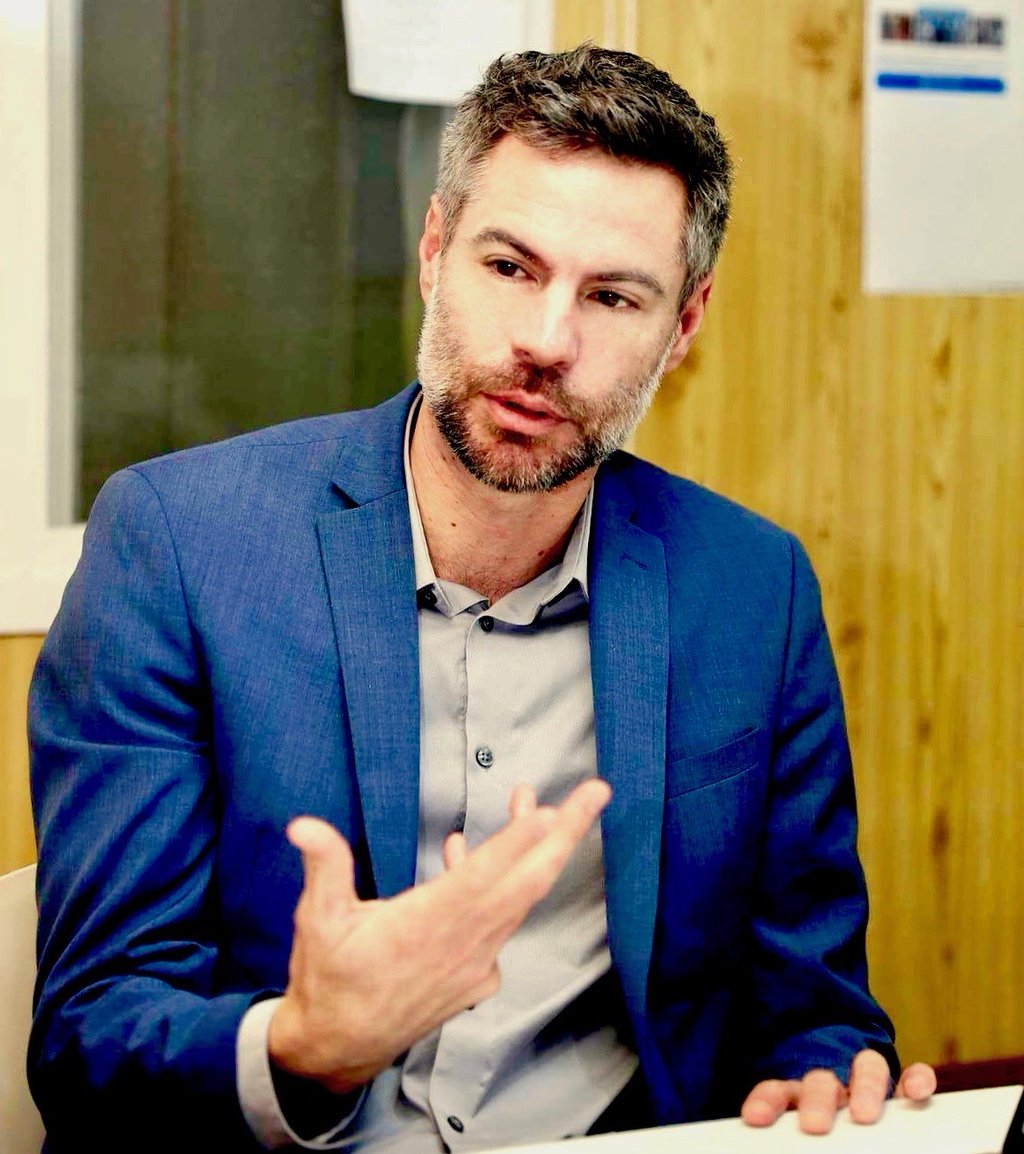
Michael D. Shellenberger

Michael D. Shellenberger (geboren am 16. Juni 1971 in Colorado) ist ein US-amerikanischer Autor und PR-Fachmann, der Ökomodernismus propagiert und sich unter anderem für Kernenergie einsetzt.

## Leben
Shellenberger wurde in Colorado in eine mennonitische Familie geboren. Von 1989 bis 1993 studierte er Friedens- und Konfliktforschung am Earlham College. 1996 machte er seinen Master in Anthropologie an der University of California, Santa Cruz.
Nach seinem Abschluss zog Shellenberger nach San Francisco, wo er eine Reihe PR-Firmen für progressiv ausgerichtete Kunden (Umweltaktivisten, Gay-Right-Aktivisten etc.) gründete. Communication Works war ein aus vier Personen bestehender Ableger der Organisation Global Exchange, die Shellenberger als Codirektor leitete. Der größte Erfolg war eine PR-Kampagne gegen Nike wegen ausbeuterischer Arbeitsbedingung in Asien, sowie eine Kampagne gegen Dr. Laura’s Radio Show nachdem dort negativ über Homosexuelle berichtet worden war. 2001 wurde Communication Works mit Fenton Communications zusammengelegt, Shellenberger wurde dort Abteilungsleiter. 2002 verließ er Fenton Communications und gründete mit Lumina Strategies eine ähnlich ausgerichtete PR-Consulting Firma.
Bei den Gouverneurswahlen 2018 trat Shellenberger für die Demokratische Partei in Kalifornien an, schied aber in den Vorwahlen aus. Im Jahr 2021 unterstützte er die Abberufung von Gouverneur Gavin Newsom bei den Abberufungswahlen zum Gouverneur von Kalifornien. Bei den Gouverneurswahlen 2022 trat Shellenberger als unabhängiger Kandidat an und belegte mit 4,1 % der Stimmen den dritten Platz in einem Feld von sechsundzwanzig Kandidaten.
Im Dezember 2022 war Shellenberger einer der Autoren, die Teile kommentierter interner Twitter-Dateien („Twitter Files“) mit Genehmigung des neuen Eigentümers Elon Musk veröffentlichten. Seit Dezember 2022 ist er Autor für The Free Press.

## Breakthrough Institute und Environmental Progress
1997 traf er während einer Kampagne zur Rettung des Waldes im kalifornischen Redwood-Nationalpark auf seinen späteren Mitstreiter Ted Nordhaus, der damals als Meinungsforscher und politischer Stratege für Umweltgruppen arbeitete. Nordhaus und Shellenberger gründeten 2003 das Breakthrough Institute und machten eine Kampagne für ein staatliches 300-Milliarden-Dollar-Programm unter dem Namen New Apollo Project. Mit diesem sollte grüne Technologie gefördert werden. Sie argumentierten, dass nur dies die Transformation in eine grüne Wirtschaft bewirken könne. Die Kampagne nahm zunächst viel Schwung auf. In Umfragen stimmten sogar unter den (schwierigen) Wählergruppen der Nichtakademiker und der Reagan-Demokraten eine Mehrheit für das Projekt. Die beiden konnten auch diverse Politiker, Gewerkschaften und Umweltverbände für das Projekt gewinnen und zumindest die Aufmerksamkeit der John Kerry Kampagne erregen. Dann ging es jedoch nicht mehr weiter. John Kerry verlor die Wahl. Die Gewerkschaften waren letztlich mehr daran interessiert, bestehende Arbeitsplätze zu erhalten, als neue „grüne“ Arbeitsplätze zu schaffen, und die Umweltverbände investierten ihr Geld und ihre Energie lieber in ihre eigenen Projekte. 2004 veröffentlichten Shellenberger und Nordhaus noch das Essay The Death of Environmentalism: Global Warming in a Post-Environmental World.
Das Breakthrough Institute ist nach Einschätzung von Michael E. Mann eine Organisation, die in der Vergangenheit mit der fossilen Energiebranche in Verbindung stand, in jüngerer Zeit vor allem aber als Lobbyorganisation der Nuklearindustrie charakterisiert wurde. Unter anderem wird ihr vorgeworfen, Daten über die Energieeinsparungen durch Effizienzmaßnahmen falsch darzustellen, fast jede vorgeschlagene Maßnahme zur Reduzierung der Treibhausgasemissionen in den USA [zu kritisieren] und sich mit Organisationen, die Klimawissenschaften leugnen [zu verbünden]. Eine besondere Vorliebe sei, die Erneuerbare Energien zu diskreditieren und die Kernenergie als Lösung anzupreisen. Shellenberger vertritt die Ansicht, dass Solarenergie eine große Umweltbedrohung darstelle, während er in der Kernenergie die sicherste Art der Stromerzeugung sieht und „Atommüll die beste Art von Abfall“ sei. Während seiner Tätigkeit bei Breakthrough schrieb Shellenberger eine Reihe von Artikeln, deren Themen von der positiven Behandlung von Kernenergie und Schiefergas bis hin zur Kritik am Modell der planetaren Grenzen reichen.
Im Februar 2016 verließ Shellenberger Breakthrough und gründete Environmental Progress. Er setzt sich vehement für Kernkraft ein. So engagierte er sich beispielsweise jahrelang für den Weiterbetrieb des Kernkraftwerks Diablo Canyon, als nicht einmal der Betreiber noch daran interessiert war. Auf die Frage, warum er sich so für Kernenergie einsetze, obwohl er den Klimawandel nicht katastrophal finde, antwortete er, dass man sich um ein Problem kümmern könne, auch wenn man es nicht für das Ende der Welt halte. Wenn man den Klimawandel bekämpfen wolle, dann dürfe man nicht in Panik verfallen, sondern müsse ruhig und rational Optionen und Risiken abwägen – und deshalb seiner Meinung nach das AKW Diablo Canyon weiterbetreiben.
Er wurde auch von konservativen Gesetzgebern aufgefordert, vor dem US-Kongress zum Klimawandel und zugunsten der Kernenergie auszusagen.

## Veröffentlichungen und Rezeption

### The Death of Environmentalism: Global Warming in a Post-Environmental World
Das Essay The Death of Environmentalism: Global Warming in a Post-Environmental World von Michael Shellenberger und Ted Nordhaus wurde in 2004 zunächst im Selbstverlag und aufgrund des großen Interesses später von Addleton Academic Publishers publiziert. Die Autoren argumentieren darin, dass die klassische Umweltbewegung nicht in der Lage sei, den Klimawandel zu stoppen, weil ihre Führer nicht gewillt seien, neben der Umwelt auch die menschliche und wirtschaftliche Entwicklung in die Überlegungen mit einzubeziehen. Die klassische Umweltbewegung müsse daher zusammenbrechen und so einem neuen Paradigma Platz schaffen.
Nicholas Kristof äußerte 2005 in der New York Times seine Zustimmung zu der Idee, dass die Rhetorik der Umweltbewegung verändert werden müsste. Katharine Mieszkowski schrieb 2006 für Salon.com, dass den Autoren ein beeindruckender „J'accuse Moment“ gelungen sei, in dem sie darauf hinwiesen, dass die Umweltbewegung nach 15 Jahren und mehreren hundert Millionen Dollar kaum Erfolge im Kampf gegen die Erderwärmung vorzuweisen habe. Der Hinweis darauf, dass die Bürger laut Umfragen weit überwiegend davon überzeugt seien, dass Erderwärmung ein Problem ist, dass sie nach denselben Umfragen aber nicht bereit seien, persönlich einschneidende Maßnahmen mitzutragen, weise auf den Kern des Problems hin. Sie kritisiert jedoch, dass die Autoren selbst wenig Ideen entwickelten, was politisch besser gemacht werden könne.

### Break Through: From the Death of Environmentalism to the Politics of Possibility
In dem Buch Break Through: From the Death of Environmentalism to the Politics of Possibility (Houghton Mifflin, 2007) werben Michael Shellenberger und Ted Nordhaus für großangelegte öffentliche Investitionen in technische Innovationen, die geeignet sind, saubere Energie billiger zu machen und für ein neues grün-kulturelles Paradigma.
Das Buch wurde 2008 mit dem Green Book Award ausgezeichnet.
Matthew Yglesias schrieb 2008 in der New York Times, dass Shellenberger und Nordhaus mit dem Essay eine lebhafte Debatte ausgelöst hätten, vor allem, weil sie sich mit ihren früheren Alliierten aus der Umweltbewegung überworfen hätten, mit denen sie zuvor noch beispielsweise für einen ambitionierten Plan zur Förderung erneuerbarer Energie (New Apollo Project) gekämpft hatten. Mit dem Buch Break Trough hätten sie dann drei Jahre später aber nach Ansicht von Yglesias auch Zukunftsentwürfe geliefert. Das Buch gehe weit über das Thema Machbarkeit von Wasserkraft und Windkraft hinaus in abstrakt theoretische Überlegungen.
Eine große Stärke der Werke sei der Verweis auf psychologische Studien, nach denen Katastrophenszenarien bei Menschen Gefühle von Fatalismus und Paralyse verursachen. Wenn man Gefühle von Unsicherheit hervorrufe, dann nutze dies nur reaktionärer Politik, aber nicht der Art von weitsichtigem fortschrittlichen Denken, das erforderlich sei, um die ökologische Katastrophe abzuwenden. Yglesias bemängelt jedoch, dass die Autoren diesen wichtigen Punkt weiter hätten ausarbeiten sollen, denn die Überlegungen zur Änderung der Rhetorik seien die große Stärke des Buches. Bei den praktischen Überlegungen hätten die Autoren übersehen, dass die Finanzierung von Maßnahmen gegen die Erderwärmung der kritische Punkt praktischer Politik sei, und hier dürfe die Idee der CO2-Steuer nicht hintangestellt werden.
David Naglib Pellow kritisierte 2008 in Environmental Justice, dass die Vorstellung der Autoren, zuerst müsse das Wohlergehen der Menschen kommen, dann würde Umweltschutz nachfolgen, eine umweltrassistische Idee sei. Arme Menschen und Menschen mit afrikanischen Wurzeln würden sich genauso wie alle anderen für Umweltschutz interessieren.
Jonathan Adler schrieb 2007 für das The Wall Street Journal, dass Nordhaus und Shellenbergers optimistischer Aufruf zu mehr wirtschaftlicher Dynamik und kreativem Potential sicherlich mehr für die Umwelt erreichen werde als ein UN Report oder ein Nobelpreis.

### An Ecomodernist Manifesto
Zusammen mit 18 anderen Autoren, u. a. Robert Stone, Joyashree Roy, Roger A. Pielke junior und Mark Lynas veröffentlichte er 2015 das Manifest des Ökomodernismus. Inhalt des Manifestes ist vor allem, dass Wissen und Technologie ein großartiges Anthropozän ermöglichen würden, wenn sie dazu verwendet werden, das Leben der Menschen zu verbessern, das Klima zu stabilisieren und die Natur zu schützen. Sie wenden sich damit zugleich gegen die Vorstellung, dass die menschliche Gesellschaft in Einklang mit der Natur leben müsse, um einen wirtschaftlichen und ökologischen Kollaps zu vermeiden. Vielmehr solle durch Intensivierung der Landwirtschaft, Energiegewinnung, Forstwirtschaft und Besiedelung der Flächenverbrauch reduziert und Eingriffe in die Natur verringert werden. Dies zusammengenommen gebe den Menschen die Möglichkeit, den Klimawandel abzumildern, die Natur zu schonen und die weltweite Armut zu bekämpfen.
Michelle Nijhuis schrieb für die New York Times, dass das Manifest im Tonfall eine kalkulierte Provokation darstelle, etwa mit dem Aufruf, dass sich die Menschheit von der Natur abkoppeln solle, oder dem Aufruf, weiterhin in Kernenergie zu investieren. Der Inhalt des Manifests sei jedoch jenseits dieser Aufreger weitgehend mit klassischen Forderungen der Umweltschutzbewegung kompatibel.
Jeremy Caradonna schrieb in einer von 17 Unterstützern mitunterzeichneten Antwort auf das Manifest, dass nur Degrowth die Umwelt und das Klima retten könne, und technischer Fortschritt letztlich nur zu Katastrophen wie in Tschernobyl und Fukushima führen werde.

### Apocalypse Never: Why Environmental Alarmism Hurts Us All
Im Juni 2020 veröffentlichte Shellenberger Apocalypse Never: Why Environmental Alarmism Hurts Us All. Seine Motivation begründete er damit, Schlagzeilen gelesen zu haben, die den Tod von Milliarden Menschen vorhersagen. Damit würden seiner Ansicht nach ohne wissenschaftliche Basis Ängste geschürt – auch unter Heranwachsenden –, was ihn als Vater besonders berührt habe. Apokalyptische Klimameldungen seien seiner Ansicht nach die Folge finanzieller Interessen und von Karriereinteressen. Diese „Neue Religion“, die Angst ohne Liebe und Schuld ohne Erlösung lehre, vergehe sich an den Menschen. In dem Buch argumentiert er, dass in den meisten Industrieländern der Höhepunkt der CO2-Emissionen bereits vor 10 Jahren überschritten worden sei, und dass die Zahl der Todesfälle aufgrund von Extremwetterereignissen in den letzten 40 Jahren um 80 % zurückgegangen sei. Seiner Meinung nach seien extreme Klimaszenarien aufgrund des sich abschwächenden Wachstums der Weltbevölkerung und der Verfügbarkeit von Kernenergie und Gas als sauberere Energiequellen zunehmend unwahrscheinlich.
Bob Ward, Direktor des Grantham Research Institute on Climate Change and the Environment nennt Shellenberger einen „Lukewarmer“ und das Buch politische Propaganda. Er kritisiert, dass Shellenberger Quellen benutze, die Rosinenpickerei darstellten, nicht mehr aktuell oder einfach falsch seien. Nicht alles, was Shellenberger schreibe, sei falsch, es sei richtig, dass mehr Geld investiert werden müsse, um die Menschen resilienter gegen den Klimawandel zu machen, insbesondere Menschen in Entwicklungsländern. Es sei aber falsch anzunehmen, dass Investitionen in Resilienz billiger seien als Investitionen gegen den Klimawandel. Er stimmt Shellenberger zu, dass Kernenergie eine wichtige Rolle in der Schaffung einer CO2-freien Energiewirtschaft spielen werde, da es bis heute nicht möglich ist, mit tragbarem Kostenaufwand erneuerbare Energien in riesigen Mengen zu speichern. Er kritisiert aber, dass Shellenberger, statt diesen Zusammenhang sachlich zu erklären, dazu übergehe, Unsinn über erneuerbare Energien zu erzählen wie beispielsweise, dass Windräder Insekten töteten und sehr laut seien. Shellenbergers Anklage, dass manche Klimainfluencer mit Alarmismus arbeiten, sei legitim. Aber auch wenn nicht unmittelbar eine Katastrophe drohe, so sei das Problem doch, dass sich CO2-Emissionen über die nächsten Jahrzehnte noch in der Atmosphäre akkumulieren werden, was sich vollumfänglich erst im nächsten Jahrhundert auswirken werde, dann aber auch nicht mehr zu ändern sei. Auch sei zu erwähnen, dass mehrere Wissenschaftler ein Schmelzen der auf Landmassen befindlichen polaren Eiskappen erwarten, was durchaus einen Anstieg des Meeresspiegels um mehrere Meter verursachen könne.
Tom Wigley, Klimaforscher an der University of Adelaide, lobt das Buch dafür, dass es einseitige und verzerrende Darstellungen richtig stelle. Steven Pinker, Professor für Psychologie an der Harvard University lobt, dass Shellenberger einen konstruktiveren Ansatz zum Klimaschutz gefunden habe als Teile der Umweltbewegung, die sich in einem kontraproduktiven Narrativ von Sünde und Untergang eingemauert hätten. Kerry Emanuel vom MIT schreibt, dass die schmerzhaft langsame Antwort der Menschheit auf den Klimawandel traditionell der Liebesaffäre politischer Rechter mit fossilen Energien zugeschrieben wird. Er begrüßt, dass Shellenberger zu Recht die politische Linke für ihren Kampf gegen die Kernenergie kritisiere. Denn nur mit Kernenergie könnten ohne große finanzielle Opfer die schlimmsten Auswüchse des Klimawandels verhindert werden. Nach Veröffentlichung des Teasers zu dem Buch schrieb er einschränkend, dass der Teaser zu dem Buch und manche Passagen im Buch so missverstanden werden könnten, dass es kein Klimarisiko gebe. Dies sei eine Schwäche des Buches. Beispielsweise schreibe Shellenberger an einer Stelle, dass der Klimawandel Naturkatastrophen nicht verschlimmere. Dabei habe er insoweit recht, als die Zahl der Todesopfer wegen Naturkatastrophen in den letzten Jahrzehnten stark zurückgegangen sei. Dies sei jedoch das Ergebnis zunehmend sensibler werdender Frühwarnsysteme, von Evakuierungen und Katastrophenhilfe. Das Beste, was man über den wenig hilfreichen Klimawandel an der Stelle sagen könne, sei, dass er diesen Trend noch nicht ins Gegenteil verkehrt habe. Prognosen zu Umfang und Folgen des Klimawandels seien trotz aller Anstrengungen der Wissenschaftler leider mit Unsicherheit behaftet. Am niedrigen Ende sollte die Menschheit in der Lage sein, mit den Folgen des Klimawandels umgehen zu können. Am hohen Ende könnte sich der Klimawandel als fatal für die menschliche Zivilisation erweisen. Auch wenn die Wahrscheinlichkeit dafür klein sei, sollte man dieses furchtbare Risiko nicht eingehen wollen. Als Stärke des Buches sieht er weiterhin, dass Shellenberger unbezahlbare und schädliche Forderungen wie die nach 100 % erneuerbare Energien bloßstelle. Fehlgeleitete Klimaschützer, welche Kernenergie bekämpfen, bekämpften die Technologie, die wie keine zweite seit Jahrzehnten CO2-Emissionen reduziert habe.
Der Soziologe Joe P. L. Davidson und der Risikoforscher Luke Kemp nennen Shellenbergers Apocalypse Never als Beispiel für einen nicht hilfreichen Debattenbeitrag zum Thema eines katastrophalen Klimawandels. Realistische Einschätzungen einer Klimakatastrophe als ein mögliches Szenario, gegen das man Vorkehrungen treffen sollte, werfe er fälschlicherweise in einen Topf mit Weltuntergangsszenarien einer nahen und unvermeidbaren Katastrophe.

## Auszeichnungen
Im Jahr 2008 ernannte das Time Magazine Shellenberger zum „Hero of the Environment“.  Im gleichen Jahr erhielt er die Auszeichnung Green Book des Center for Science Writings im Stevens Institute of Technology.

## Veröffentlichungen
- mit Ted Nordhaus: Break Through. From the Death of Environmentalism to the Politics of Possibility. Houghton Mifflin, 2007, ISBN 978-0-618-65825-1.
- Apocalypse Never. Why Environmental Alarmism Hurts Us All. Harper, 2020, ISBN 978-0-06-300169-5.
  - Apocalypse never: Warum uns der Klima-Alarmismus krank macht. Langen Müller Verlag, München 2022, ISBN 978-3-7844-3623-4.
- San Fransicko. Why Progressives Ruin Cities. Harper, 2021, ISBN 978-0-06-309362-1.